# Флорида (департамент)
Флорида (ісп. Departamento de Florida) — департамент Уругваю, розташований в центрі країни. Він межує на півночі із департаментом Дурасно, на північному сході — з Трейнта-і-Трес, на сході — з Лавальєхою, на півдні — з Канелонесом та з Флорес та на заході — із Сан-Хосе. Загальна його площа становить 10 417 км², що населена, згідно з даними на 2013 рік, 69 283 жителями. Адміністративний центр — однойменне місто Флорида, розташоване за 98 км від Монтевідео, у південній частині Уругваю.

## Історія

Прапор незалежної Провінції Орієнталь, затверджений Конгресом де ла Флорида у 1825 р.

Департамент Флорида був створений 10 липня 1856 р. із частини території департаменту Сан-Хосе.
Першим населеним пунктом на цій території була фортеця Фортин дель Пінтадо, збудована 1760 року. А вже у 1809 р. засноване місто Флорида. Під час уругвайської війни за незалежність саме у ньому був створений тимчасовий уряд Уругваю. А 25 серпня 1825 р. пройшов Конгрес де ла Флорида, який проголосив незалежність провінції від Португалії і Бразильської імперії, підтвердивши приналежність провінції до Об'єднаних Провінцій. Це стало причиною початку Аргентино-бразильської війни, результатом якої стало отримання Уругваєм незалежності.

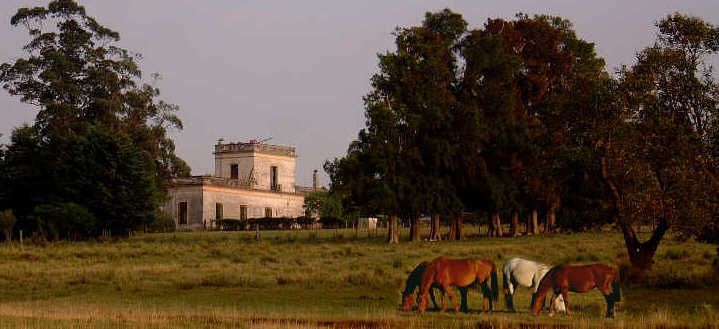
Естансіа, південь департаменту Флорида

## Клімат
Клімат помірний, вологий. З середньою температурою 16-19 °С та рівнем опадів близько 1000 мм. Літо — спекотне та суха, а зима — доволі холодна, з рясними опадами.

## Населення

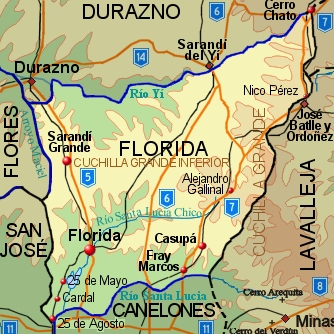
Топографічна карта Флориди

Демографічна ситуація департаменту Флориди на 2013 рік:
- Чисельність населення: 69 283 (34 183 чоловіків, 35 100 жінок)
- Темпи зростання населення: 0,11%
- Народжуваність: 12,2 народжень/1 000 осіб
- Смертність: 9,88 смертей/1 000 осіб
- Середній вік: 33,5 р. (32,4 р. у чоловіків, 34,6 р. у жінок)
- Середня тривалість життя:
  - Загальна: 77,82 років
  - Чоловіків: 73,88 років
  - Жінок: 81,71 років

### Історичні зміни
| Рік  | Чисельність населення |
| ---- | --------------------- |
| 1860 | 12 170                |
| 1908 | 45 406                |
| 1963 | 63 987                |
| 1985 | 66 474                |
| 2004 | 68 181                |
| 2011 | 67 048                |
| 2013 | 69 283                |

### Населенні пункти
Станом на 2011 рік.
| Місто                 | Населення |
| --------------------- | --------- |
| Флорида               | 33 640    |
| Саранді Гранде        | 6 130     |
| Касупа                | 2 402     |
| Фрей Маркос           | 2 398     |
| Вейнтісінко де Майо   | 1 852     |
| Вейнтісінко де Агосто | 1 849     |
| Алехандро Галліналь   | 1 357     |
| Кардаль               | 1 202     |
| Ніко Перес            | 1 030     |

| Місто / Поселення  | Населення |
| ------------------ | --------- |
| Капілья дель Саусе | 835       |
| Мендоза Чіко       | 810       |
| Ла Крус            | 747       |
| Мендоза            | 730       |
| Чамізо             | 540       |
| Серро Чато         | 409       |
| Індепенденсія      | 396       |

## Адміністративний поділ
Департамент Флорес має 2 муніципалітети:
- Муніципалітет Саранді Гранде (ісп. Municipio de Sarandí Grande)
- Муніципалітет Касупа (ісп. Municipio de Casupá)